# Uapoumonark
Uapoumonark (Pomarea mira) är en akut hotad eller möjligen utdöd fågel i familjen monarker inom ordningen tättingar. Den förekommer (eller förekom) endast på ön Ua Pou i ögruppen Marquesasöarna i Stilla havet.

## Utseende och läte
Uapoumonarken är en 17 cm lång flugsnapparliknande fågel. Hanen är med sin helsvarta dräkt, mörka öga och mörka ben samt ljusblå näbb helt identisk med marquesasmonarken (P. mendozae). Honan skiljer sig dock, också svart kropp men med vit stjärt och inslag av vitt i vingar och undre stjärttäckare. Ungfågeln är orangebeige på huvudet med ljus tygel och ögonring, ovantill brun med orangebeige vingband och undertull orange på bröst och flanker, på buken vitaktig. Lätet är oklart, troligen mycket likt marquesasmonarken.

## Utbredning och status
Fågeln förekommer endast på ön Ua Pou i ögruppen Marquesasöarna i Stilla havet. Tidigare inkluderades den liksom uahukamonarken (P. iphis) i marquesasmonarken (P. mendozae), men urskiljs numera som egen art efter genetiska studier.IUCN kategoriserar den som akut hotad, med tillägget möjligen utdöd.

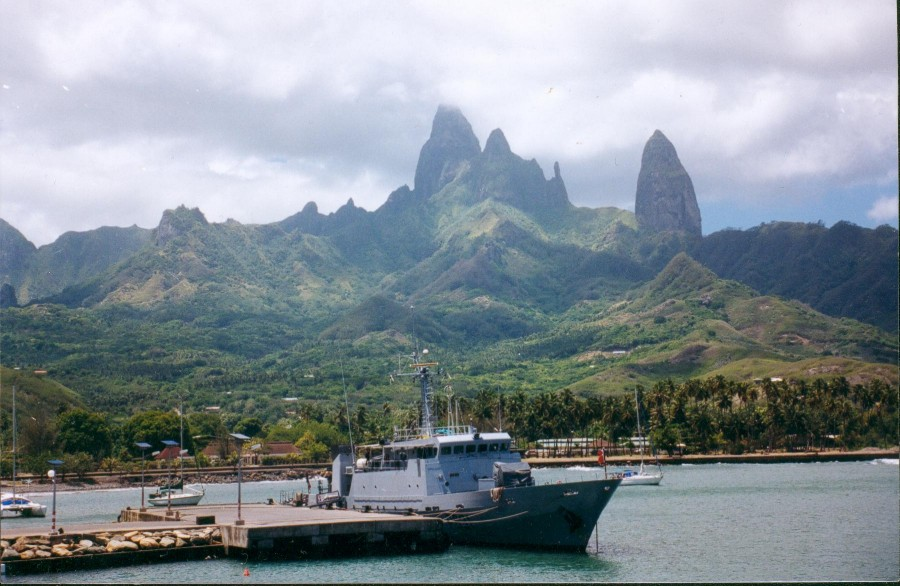
Ön Ua Pou där fågeln möjligen finns kvar.

## Levnadssätt
Uapoumonarken bebor ursprunglig skog som domineras av Hibiscus tiliaceus, Fagraea berteroana och Pandanus tectorius i de torraste delarna. De senaste observationerna är från skogklädda dalar i bergstrakter och i av människan påverkad skog på alla nivåer. Födan består troligen mestadels av insekter och häckningen sker troligen året runt. I övrigt råder kunskapsbrist.